# Gavilea longibracteata
Gavilea longibracteata là một loài thực vật có hoa trong họ Lan. Loài này được (Lindl.) Sparre ex L.E.Navas mô tả khoa học đầu tiên năm 1973.